# 青阳苗族仡佬族侗族乡
青阳苗族仡佬族侗族乡是中华人民共和国贵州省铜仁市石阡县下辖的一个民族乡。

## 行政区划
青阳苗族仡佬族侗族乡下辖以下村级行政区划单位：
冷家榜村、高塘村、露溪村、茶园村、坪厂村、毛栗坪村、朝阳村、火麻村、金城村、芹星村、凉林村、青山村、大坝村和龙金村。

## 中国传统村落
2013年8月，青山寨被评为第二批中国传统村落。